# Capros aper
Il pesce tamburo (Capros aper Linnaeus, 1758) è un pesce di mare della famiglia Caproidae. È l'unico membro del genere Capros.

## Distribuzione e habitat
L'areale di questa specie comprende l'intero mar Mediterraneo e l'Oceano Atlantico tra il Senegal e la Manica. 

Vive soprattutto su fondi fangosi, formando branchi anche numerosi ad una certa distanza dal substrato, ma si può incontrare anche nei pressi di fondali rocciosi o a coralligeno. Frequenta profondità comprese tra 100 e 500 metri ma può occasionalmente trovarsi a profondità molto inferiori, soprattutto di notte.

## Descrizione
Questo pesciolino è inconfondibile, ha infatti una sagoma caratteristica, con un grande occhio ed un muso molto allungato ed appuntito, che all'occasione può allungarsi grazie alla bocca protrattile. La forma generale del corpo si può definire rombica. La pinna dorsale è unica con una forte intaccatura a dividere la parte spinosa da quella con raggi molli, la pinna caudale, piuttosto ampia, è spatolata, con bordo convesso, le pinne ventrali sono molto ampie e dotate di un raggio spinoso mentre le pinne pettorali sono abbastanza piccole. 

La colorazione è sui toni del rossastro aranciato, talvolta con 3 larghe fasce più scure, una dietro l'occhio, una al centro del corpo ed una sul peduncolo caudale. Durante il periodo riproduttivo c'è un vistoso dimorfismo sessuale, il maschio ha il corpo ricoperto di linee sinuose arancio ed ha la pinna dorsale e le pinne ventrali rosse mentre la femmina è arancio con una fascia indistinta scura a metà del corpo ed ha ventre e parte basale delle pinne ventrali color bianco argento, la parte finale delle ventrali è invece arancio scuro.

Le dimensioni non superano i 15 cm, la femmina è più grande.

## Alimentazione
Si basa sui crostacei, soprattutto copepodi e misidacei.

## Riproduzione
Le uova vengono deposte in primavera-estate, le larve sono pelagiche.

## Pesca
Occasionale anche se talvolta se ne catturano grandi quantità. Viene smerciato insieme alla minutaglia per zuppe o fritture.

## Acquariofilia
Si adatta bene alla vita in acquario.